# Klusensprung

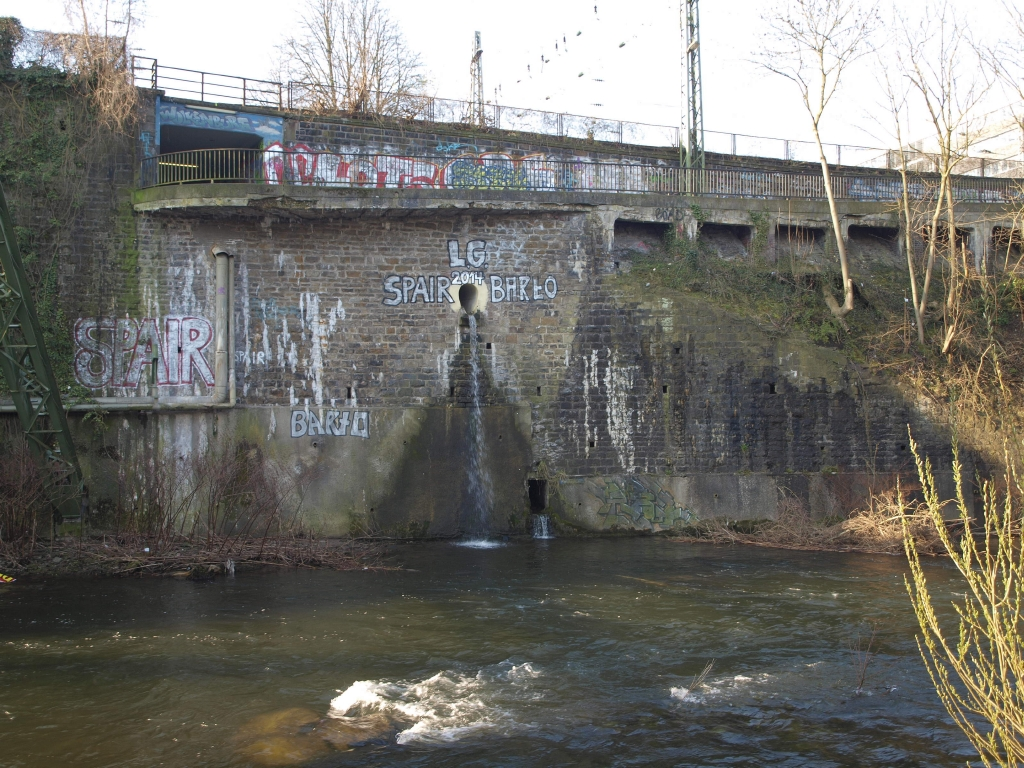
Monding van de Klusensprung

De Klusensprung is een riviertje in de Duitse stad Wuppertal. De rivier mondt uit in de Wupper. De Klusensprung is volledig overkluisd en voert alleen water als er veel neerslag is gevallen. De overkluizing moet in de tweede helft van de negentiende eeuw zijn aangelegd, mogelijk in verband met de aanleg van de spoorlijn Hagen - Dortmund. 